# 217. Infanterie-Division (Wehrmacht)
Die 217. Infanterie-Division (217. ID) war ein Großverband des Heeres der deutschen Wehrmacht im Zweiten Weltkrieg.

## Divisionsgeschichte
Die 217. ID wurde als Division der 3. Aufstellungswelle und Übungsdivision im August 1939 in Allenstein im Wehrkreis I aufgestellt. Als Reserve der 3. Armee nahm die Division am Überfall auf Polen teil, an den Gefechtshandlungen von Mlawa, Serok und der Einnahme von Warschau war sie beteiligt. Danach war sie als Besatzungs- und Sicherungstruppe bis April 1940 in Nord- und Mittelpolen. Während dieser Zeit wurden von ihr Feldrekruten-Bataillone aufgestellt. Bis zum Januar 1940 fanden innerhalb des Divisionsverbandes zahlreiche Umgliederungen und Abstellungen, vor allem in den Artillerie- und Aufklärungs-Abteilungen, statt.
Im Mai 1940 war die Division erneut feldverwendungsfähig und wurde als OKH-Reserve nach Soest und anschließend an den Westwall verlegt. Es folgte der Einmarsch in die Benelux-Länder, von Brüssel nach Lille, während der sogenannten „Schlacht um Frankreich“ war die Division im Gebiet um Paris eingesetzt und diente nach Beendigung der Kampfhandlungen als Sicherungstruppe.
Im Juli 1940 wurde sie zur Grenzsicherung nach Ostpreußen zurückverlegt.
Beim Angriff auf die Sowjetunion ab dem 22. Juni 1941 überschritt die Division bei Heydekrug die Grenze und stieß mit der Heeresgruppe Nord über Mitau, Riga und Wolmar bis zum Peipus-See vor. Beim Vormarsch auf Estland kam es zur Schlacht um Reval. Es folgte die Belagerung von Leningrad. Im Oktober 1941 kämpfte die Division am Finnischen Meerbusen und am Westrand des sogenannten Oranienbaumer Kessels. Von April 1942 bis August 1943 war der Verband im Raum um Leningrad im Einsatz. Im August 1943 musste die Division aus dem Kampfgebiet herausgezogen und als Reserve der 16. Armee zugeteilt werden.
Als die Rote Armee im Oktober 1943 bei Kiew durch die deutschen Linien brach, wurde die 217. ID im Eiltransport an den Südabschnitt verlegt, um die kritische Situation an der dortigen Front zu entschärfen, an der Desna und am Dnepr kam es zu Gefechten, bis sich die 217. ID kämpfend über Manuilski nach Korosten zurückziehen musste. Bei Korosten wurde die Division vernichtet. Die offizielle Auflösung erfolgte am 2. November 1943, die Überlebenden wurden auf die Korps-Abteilung C aufgeteilt und zur Aufstellung der 349. Infanterie-Division herangezogen.

## Personen
| Dienstzeit                           | Dienstgrad             | Name            |
| ------------------------------------ | ---------------------- | --------------- |
| 17. August 1939 bis 14. Februar 1942 | Generalleutnant        | Richard Baltzer |
| 14. Februar bis 27. September 1942   | Generalleutnant        | Friedrich Bayer |
| 27. September 1942 bis Oktober 1943  | General der Infanterie | Otto Lasch      |
| Oktober 1943 bis unbekannt           | Generalleutnant        | Walter Poppe    |

## Bekannte Divisionsangehörige
- Lothar Freutel, Kommandeur des Artillerie-Regiments 217 von März 1941 bis Januar 1943

## Gliederung
| 1939                       | 1942                      |
| -------------------------- | ------------------------- |
| Infanterie-Regiment 311    | Grenadier-Regiment 311    |
| Infanterie-Regiment 346    | Grenadier-Regiment 346    |
| Infanterie-Regiment 389    | Grenadier-Regiment 389    |
| Artillerie-Regiment 217    |                           |
| Feldersatz-Bataillon 217   |                           |
| Panzerabwehr-Abteilung 217 | Panzerjäger-Abteilung 217 |
| Pionier-Bataillon 217      |                           |
| Aufklärungs-Abteilung 217  |                           |
| Nachrichten-Abteilung 217  |                           |
| Nachschubstruppen 217      |                           |